# Andrea Camilleri
Andrea Camileri (Porto Empedocle, Agrigento, 1925. szeptember 6. – Róma, 2019. július 17.) olasz író, rendező, forgatókönyvíró. Nős, három lánya és négy unokája volt.

## Életpályája
1942-ben kezdett dolgozni, mint színházi menedzser. 1944-ben irodalmat kezdett tanulni. 1948-1950 között a Silvio D'Amico Academy of Dramatic Arts filmrendező szakán tanult. Luigi Pirandello és Samuel Beckett több száz munkáját rendezte. 1978-ban írta első regényét, az Il corso delle cose-t. Ezt követte 1980-ban az Un filo di fumo. 1992-ben 12 év hosszú szünet után adta ki a La stagione della caccia című könyvét. Két évvel később kiadta első hosszú sorozat-regényét, a La forma dell'acqua-t. Rómában élt, ahol televízióban és színházban is rendezett. Rendezést tanított.

## Művei
- I teatri stabili in Italia (1898–1918) (tanulmány, 1959)
- Il corso delle cose (1978; revised edition, 1998)
- Un filo di fumo (1980)
- La strage dimenticata (1984)
- La stagione della caccia (1992, 1998)
- La bolla di componenda (1993)
- La forma dell'acqua (1994)
- Il birraio di Preston (1995, magyarul: A prestoni serfőző, 2002)
- Il gioco della mosca (1995)
- Il cane di terracotta (1996, magyarul: Az agyag kutya, 2001)
- Il ladro di merendine (1996, magyarul: Az uzsonnatolvaj, 2001)
- La voce del violino (1997, magyarul: A hegedű hangja, 2002)
- Un mese con Montalbano (1998)
- La concessione del telefono (1998)
- Gli arancini di Montalbano (1999)
- La mossa del cavallo (1999)
- Favole del tramonto (2000)
- Racconti quotidiani (elbeszélés, 2000)
- Biografia di un figlio cambiato (2000)
- L’odore della notte (2000)
- La scomparsa di Patò: romanzo (2000)
- La testa ci fa dire: dialogo con Andrea Camilleri (2000)
- Le parole raccontate: piccolo dizionario dei termini teatrali (2001)
- Gocce di Sicilia (2001)
- Il re di Girgenti (2001)
- L’ombrello di Noe (2002)
- Storie di Montalbano (2002)
- Montalbano a viva voce (2002)
- La linea della palma: Saverio Lodato fa raccontare Andrea Camilleri (2002)
- La paura di Montalbano (2002)
- Le inchieste del commissario Collura (2002)
- La presa di Macallè (2003)
- Teatro (2003)
- Romanzi storici e civili (2004)
- La prima indagine di Montalbano (2004)
- La concessione del telefono: versione teatrale dell’omonimo romanzo (2005)
- Il diavolo: tentatore, innamorato (2005)
- Il medaglione (2005)
- Privo di titolo (2005)
- La Pensione Eva: romanzo (2006)
- Vi racconto Montalbano: interviste (2006)
- Il colore del sole (2007)
- Le pecore ed il pastore (2007)
- La novella di Antonello da Palermo (2007)
- Voi non sapete (2007)
- Maruzza Musumeci (2007)
- Il tailleur grigio (2008)
- Il casellante (2008)
- La muerte de Amalia Sacerdote (2008)
- Un sabato, con gli amici (2009)
- Il sonaglio (2009)
- La rizzagliata (2009)
- La tana delle vipere (2009)
- Il nipote del Negus (2010)
- L'intermittenza (2010)

### Magyarul
- Az uzsonnatolvaj; ford. Lukácsi Margit; Bastei Budapest, Bp., 2001
- Az agyagkutya; ford. Lukácsi Margit; Bastei Budapest, Bp., 2001
- A prestoni serfőző; ford. Lukácsi Margit; Bastei Budapest, Bp., 2002
- A hegedű hangja; ford. Lukácsi Margit; Bastei Budapest, Bp., 2002
- A víz alakja; ford. Kovács Noémi, Zaránd Kornél; Mágus Design Stúdió, Bp., 2004 (Gyilkosság sorozat)
- Az orr. Újrameséli Andrea Camilleri; ill. Maja Celija; Kolibri, Bp., 2014 (Meséld újra!)
- Montalbano. Egy hónap a felügyelővel; ford. Kürthy Ádám András; Európa, Bp., 2017
- Montalbano felügyelő. Karácsonyi ajándék; ford. Kürthy Ádám András; Európa, Bp., 2020

## Filmjei

### Forgatókönyvíróként
- Le avventure di Laura Storm (1965-1966)
- La mano sugli occhi (1979)
- Western di cose nostre (1984)
- Un siciliano in Sicilia (1987)
- La strategia della maschera (1998) (színész is)
- Montalbano felügyelő (1999-2008)
- Crimini (2006)
- Il Gioco (2009)
- La scomparsa di Pató (2010)

### Színészként
- Guerra di spie (1988)
- Prove per una tragedia siciliana (2009)

### Rendezőként
- Re Cervo (televíziós minisorozat, 1970)
- Samuel Beckett: Finale di partita (A játszma vége, televíziós játékfilm, 1970)
- L'indizio (cinque inchieste per un commissario) (televíziós minisorozat, 1982)

## Fordítás
- Ez a szócikk részben vagy egészben  az   Andrea Camilleri című angol Wikipédia-szócikk fordításán alapul.  Az eredeti cikk szerkesztőit annak laptörténete sorolja fel. Ez a jelzés csupán a megfogalmazás eredetét és a szerzői jogokat jelzi, nem szolgál a cikkben szereplő információk forrásmegjelöléseként.